# Морський музей (Джакарта)
Морський музей (індонез. Museum Bahari) — музей, що знаходиться на території старого порту Сунда Келапа, в адміністративному селі Пенжарінган, в районі Пенжарінган, Джакарта, Індонезія. Музей відкрили на місці колишніх складів Голландської Ост-Індської компанії. Музей присвячений морської історії Індонезії і важливості моря для економіки сучасної Індонезії.
У музеї експонуються моделі рибальських човнів та інших морських об'єктів з різних частин Індонезії. Відвідувачі можуть побачити колекцію відомих шхун «Пінісі», якими користуються Бугісу — одна з етнічних груп з провінції Південний Сулавесі. В даний час ці шхуни складають один з останніх морських вітрильних флотів у світі.

## Історія та будівництво
Морський музей розмістили в колишніх складах голландської Ост-Індської компанії. Склади були побудовані поряд з гирлом річки Чилівунг, головної річки Джакарти. Склади діляться на дві частини: Westzijdsche Pakhuizen або «склади західного берега» (побудовані в 1652—1771) і Oostzijdsche Pakhuizen або «склади східного берега». Західний склад складається з чотирьох блоків, три з них в даний час використовуються для потреб музею. Вони раніше використовувалися для зберігання спецій, таких як мускатний горіх і перець. Також тут зберігали каву, чай і тканини, перед їх відправкою в різні порти Азії та Європи.
Наприкінці 17-го століття, деякі з складів були відновлені для того, щоб створити більше простору між міською стіною і складами. Над деякими дверима музею з'являються різні дати, висічені в камені, які, ймовірно, належать до років, коли в складах проводився ремонт, розширення або пристроювали додаткову будову.
У передній частині музею, між складами і міською стіною, компанія зберігала запаси міді та олова. Дерев'яна галерея, яка прикріплювалася до передньої частини будівлі складу, захищала ці метали від дощу. Ця широка галерея також використовувалася патрульними охоронцями, тому що прохід, в передній частині міської стіни був досить вузьким. Дерев'яна галерея кріпилася до другого поверху складів, що стояли на набережній, але пройшло вже багато часу, як її вже там немає. Тим ни менш, великі залізні гаки, які колись підтримували галерею, ще можна побачити.
Сучасна міська стіна навпроти морського музею і біля бастіону Зебург і також, трохи далі на захід — це все, що залишилося від стіни, яка колись оточувала Батавію протягом 17-го і 18-го століть. З двадцяти трьох бастіонів залишилися тільки Зебург і Кюлемборг. Менара Сіахбандар (малай. Menara Syahbandar, Башта порту) (також відома як Ейткейк (нідер. Uitkijk, пильний) розташована приблизно в 50 метрах від морського музею, колишня сторожова вежа, яка була побудована на залишках старого бастіону Кюлемборг. З 1839 роки, сторожова вежа діяла, як пост електричної централізації і, як пост спостерігання за дорогами Батавіі. До 1839 роки, кораблі обмінювалися сигналами за допомогою флагштока, який знаходився на старій верфі голландської Ост-Індської компанії, розташованої прямо за сторожовою вежею. Після 1886 року, вежа втратила частину своєї функції, коли був відкритий новий порт Танджунг Пріок.
Під час японської окупації, склади використовувалися як логістичне сховище для японської армії. Після того, як Індонезія здобула незалежність, він використовувався як склад для PLN і PTT. У 1976 році будівлю було оголошено культурною спадщиною Індонезії.
7 липня 1977 будівля була відкрита як музей, де відображається морська історія Індонезії.

## Колекція
Музей присвячений морської історії Індонезії. Деякі експозиції — це голландські моделі кораблів і гармат. Існує також макет округу Тисячі Островів, на якому була верф для ремонту кораблів Голландської Ост-Індії.
У музеї є багато різних моделей суден індонезійського архіпелагу, в області традиційного плавання. Виставлялася, також модель корабля Маджапахит, на якому плавали в давнину на о. Ява, вона основана на кораблі Боробудур, який зображений на барельєфі з храму Боробудур. Особливо рідкісна колекція традиційних судів — Пінісі, Ланканг і Гелаті. Існує також виставка суднобудівних інструментів і опис морських традицій та фольклору.
В області сучасного судноплавства представлені музейні експозиції різних навігаційних засобів, карти індонезійських ВМС, інформація про маяки і старі фотографії плавань суден KPM (голландська судноплавна компанія).
У музеї також експонується «біологічна океанографія», показуючи біорізноманіття прибережних районів Індонезії.

## Розташування
Музей розташований в старому місті Джакарти, в історичному центрі Джакарти. Він знаходиться в пішій відстані від інших об'єктів культурної спадщини Батавіі, наприклад: Історичний музей Джакарти, Музей ваянга, і гавань Сунда Келапа.